# Alexandra Cabanilla
Alexandra Cabanilla (Quito, 1988) es una cantante ecuatoriana parte del elenco de Cirque du Soleil. Ha incursionado en la música tradicional ecuatoriana, el jazz, música para cine y teatro musical. Ha tenido una exitosa carrera nacional e internacional como cantante y actriz. 

## Inicios
Nació en Quito-Ecuador en 1988. Desde su infancia tuvo inclinaciones musicales. De padres melómanos, sus primeros intentos musicales se dieron en el colegio Spellman de Quito. A los 15 años contaba con una beca del Conservatorio Nacional de Música del Ecuador y era solista de la orquesta Big Band de la misma institución bajo la dirección del maestro Larry Salgado. A los 17 años ya había sido parte de importantes proyectos artísticos y había conseguido ganar varios concursos por su talento. Fue parte del proyecto de recuperación de los espacios culturales del centro de Quito, de la mano del Fonsal (Fondo de Salvamento Patrimonial) haciendo varias presentaciones en diferentes puntos turísticos del casco colonial quiteño con un repertorio de fusión de música tradicional ecuatoriana.
Alexandra luego de una presentación en el programa "Esta es mi Canción " junto a Ovidio Gonzáles confesó ser fanática de I will always love you, compuesta por Dolly Parton, pero que logró hacerse popular por la cantante Whitney Houston. También le gusta mucho 'Despedida', del compositor Gerardo Guevara, y Smile, que fue una canción popular compuesta con base a la música de Charlie Chaplin para su película 'Tiempos modernos' (1936).

## Años de Universidad
A los 18 años ingresa al colegio de Música de la Universidad San Francisco de Quito donde estudió música contemporánea y Jazz con un programa de articulación de Berklee College of Music de Boston.
En el año 2008 gana el concurso U.S. Jazz Envoys de la embajada Norteamericana en Ecuador y da sus primeras presentaciones a nivel internacional en varias ciudades de los Estados Unidos.
En el año 2009, todavía por terminar la etapa universitaria, empieza su primer proyecto discográfico de la mano del productor Christian A. Valencia y con el apoyo de importantes empresas tales como Shure, Prosonido y la propia Universidad San Francisco de Quito.  El resultado fue el disco "Pasional"

## Pasional

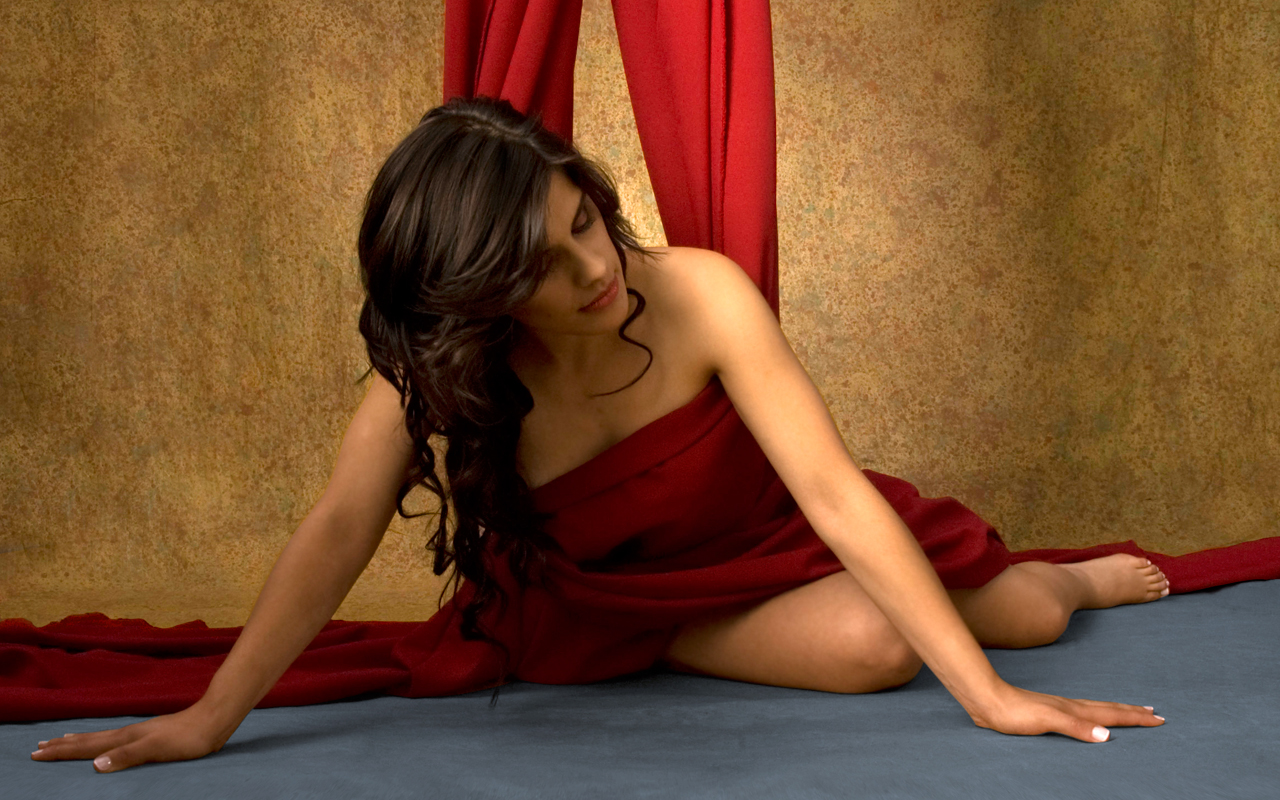
Portada de "Pasional"

El proyecto "Pasional" fue el primer proyecto de esta naturaleza en Ecuador.  Contando con el apoyo del Colegio de Música de la Universidad San Francisco de Quito el proyecto se grabó en diferentes ciudades alrededor del mundo y tenía como objetivo darle una interpretación internacional a la música tradicional ecuatoriana fusionándola con el jazz de improvisación. Se juntaron entonces músicos de jazz de todo el mundo a interpretar pasillos ecuatorianos sin haber escuchado dicha música en el pasado. Intervienen músicos de Argentina, Perú, Colombia, Chile, Estados Unidos y Japón. El resultado fue una interesante y exitosa fórmula que llevó a Alexandra Cabanilla a presentar la música ecuatoriana en más de 100 presentaciones alrededor del mundo.
Cabanilla fue ganadora del concurso “Emisarios Del Jazz 2008” organizado por la Embajada de los Estados Unidos, presentándose en Kennedy Center en Washington D. C. seguido por una gira nacional en el Ecuador con este formato.

## Música para cine
En el año 2012 es requerida por el reconocido director y realizador mexicano Pedro Ultreras para interpretar las canciones de la banda sonora de su más reciente documental: "ABC Nunca Más" con excelentes críticas, amplia difusión y reconocimiento en el mercado México-Americano. En esta banda sonora Alexandra Cabanilla se estrena como compositora con la canción "Ay de ti, ay de mi" y acompaña con su voz a dos pasillos originales de Christian A. Valencia: "Pasillo de Luna" y "Esperándonos". Su voz ha acompañado a varios proyectos audiovisuales en Estados Unidos y Ecuador tales como el documental "Estrella 14" de amplia difusión y aceptación en el mercado ecuatoriano.

## Teatro Musical

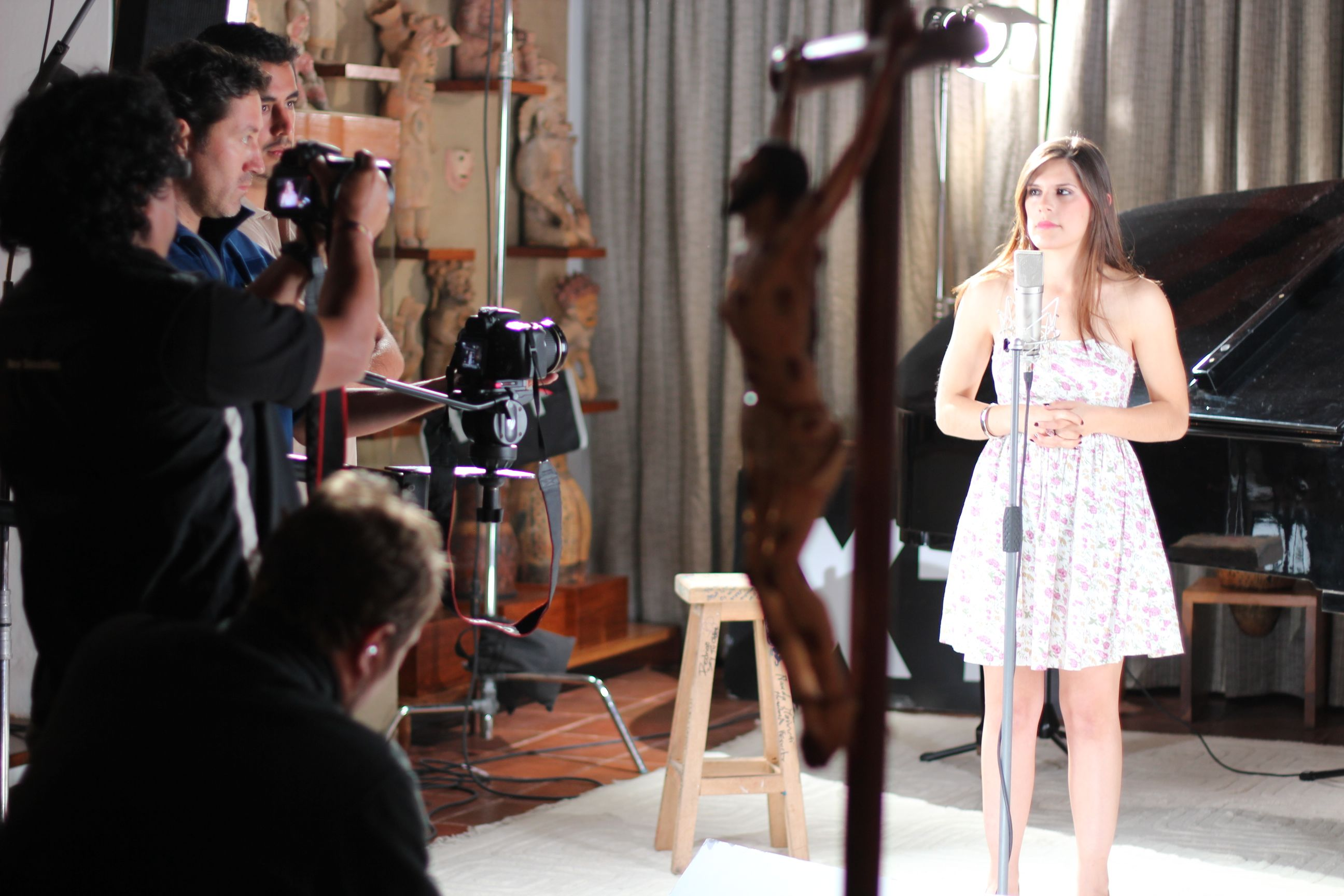
Alexandra Cabanilla en la grabación del programa "Expesarte"

Ha tenido el papel protagónico en las más importantes obras de teatro musical en el Ecuador. Incursionó en el mundo de los musicales con papeles protagónicos: Amante a la antigua,  Enriqueta y el cuento de siempre tarde,   Enredos entre dos y  Los Miserables como Fantine, Yerma en Canto Yermo adaptación del guion original de García Lorca, Chicago como Velma Kelly.
En el año 2008 protagonizó a Rosy en la obra musical "Amante a la Antigua" junto a Martín Terán, Silvio Villagómez en dos exitosas temporadas.
En el año 2009 fue invitada al concierto "Vientos de Revolución" donde compartió escenario con artistas como Hugo Idrovo, Israel Brito y Lito Vitale acompañada por la Orquesta Sinfónica Nacional.
En el año 2010 tiene un papel protagónico en la obra "Barrios Rebeldes" junto a artistas como Sergio Sacoto en un majestuoso evento que recorrió barrios quiteños.
En el año 2013 interpreta el papel principal de la obra musical infantil "Enriqueta y el cuento de siempre tarde" donde su papel logra gran aceptación por el público infantil.
Para inicios del año 2014 interpretó a Ana, en el papel protagónico de la exitosa obra de comedia musical ecuatoriana "Enredos, entre dos". La obra tuvo récord de asistencia de una producción musical ecuatoriana y contó con la participación de otros artistas reconocidos del medio local tales como Lola Guevara (Las Lolas), Silvio Villagómez (Enchufe.tv), María José Blum (Ex-Kiruba), Jasú Montero (Kandela y Son) entre otros.
En el año 2016 interpreta a FANTINE, en Los. Miserables, producción de Teatro Sucre.
En el año 2017 incursiona en el drama e interpreta a Yerma en Canto Yerma, adaptación de texto de Charlie Calvache y dirección. Tuvo varias temporadas en Teatro Casa Toledo, Teatro Bolívar y Teatro Variedades.
En el año 2019 interpreta a Velma Kelly en "Chicago el Musical" en donde también participó en la producción en conjunto con Carlos Gonzales.

## Nueva Propuesta Musical
Desde el año 2013 Alexandra Cabanilla ha estado trabajando en una nueva propuesta musical. Esta le permitió compartir escenarios con artistas de la talla de Marco Antonio Solís y Jorge Drexler con excelentes críticas y gran aceptación del público.
En abril del 2014 lanza por redes sociales la primera canción de su nueva producción discográfica que en esta ocasión recorre otros estilos musicales y tendencias artísticas un poco más originales. El proyecto está conformado por canciones de autoría propia y otras colaboraciones autorales y aportes de compositores cercanos a la artista. 
Su primer corte "Perro Atropellado" ya recorre una temática distinta con un estilo fresco y original para interpretar una hermosa canción de autoría del reconocido compositor Sergio Sacoto. El proyecto completo tenía fecha de lanzamiento a mediados del año 2014, pero tuvo que posponerse gracias a la incorporación de Alexandra Cabanilla como la primera cantante ecuatoriana del Cirque du Soleil.

## Cirque du Soleil
A inicios del 2010 el departamento de casting del Cirque du Soleil puso sus ojos en Alexandra Cabanilla.  Después de 4 años de preparación y cástines, la empresa canadiense la reclutó como cantante solista de su espectáculo "Ovo". Es así como Alexandra Cabanilla pone en pausa sus proyectos musicales personales para empezar una exhaustiva gira con "Ovo" por varias ciudades de Japón hasta mediados del 2015.